# LIPO Einrichtungsmärkte
Die LIPO Einrichtungsmärkte AG mit Sitz in Pratteln (Kanton Basel-Landschaft) ist in der Einrichtungsbranche tätig. Das Einrichtungshaus verfügt über 23 Filialen schweizweit und beschäftigt rund 600 Mitarbeiter.

## Geschichte
1976 gründete Robert Zeiser das Unternehmen als Liquidationsposten (kurz Lipo) unter dem Namen Lipo-Möbelposten AG mit Sitz in Reinach BL, wo die erste Filiale entstand. Im Laufe der Jahre expandierte das Unternehmen in der Deutschschweiz und im Tessin auf 14 Filialen im Jahr 2004 und setzte rund 60 Millionen Schweizer Franken um.
2003 wurde das Unternehmen von Steinhoff International Holdings übernommen und in Lipo Einrichtungsmärkte AG umfirmiert. Der in Amsterdam ansässige Steinhoff-Konzern, der operativ von Johannesburg aus geleitet wurde, übernahm 2011 den Conforama-Konzern von Pinault-Printemps-Redoute (PPR), womit Conforama Suisse und Lipo in der Schweiz zu unabhängig geleiteten Schwesterunternehmen wurden.
2014 übernahm Conforama Suisse die Fly (Schweiz) AG mit 19 Filialen, und reichte die sechs Filialen in Basel, Delémont, Monthey, Pazzallo, St. Gallen und Winterthur an Lipo weiter.
Im April 2016 trat Dirk Herzig von seiner Funktion als CEO der Lipo Einrichtungsmärkte zurück, und Roland Seiler übernahm die Geschäftsführung. Ferner verlagerte das Unternehmen im Dezember 2016 seinen Hauptsitz von Reinach nach Pratteln und eröffnete zwei neue Filialen in Schaffhausen und Pratteln nach neuem Konzept. Nachdem Roland Seiler 2019 zurückgetreten war, übernahm Adrian Grossholz die Geschäftsführung.
Von Anfang 2017 bis Sommer 2021 war Lipo Namensgeber des als «LIPO Park» bezeichneten, neuen Schaffhauser Fussballstadions im Stadtteil Herblingen; das Unternehmen verblieb weiterhin als Ankermieter im Mantel des Stadions. Im August 2020 zog die Filiale Dietikon innerhalb des Industriequartiers Silbern um, da die zuvor belegte Liegenschaft umgebaut werden sollte.
Per Anfang 2022 wurde Lipo vom österreichischen Möbelkonzern XXXLutz übernommen, wobei die Übernahme unter Vorbehalt der Zustimmung der Wettbewerbsbehörde stand. Die zweite XXXLutz-Filiale in der Schweiz wurde am 2. August 2022 in Dietikon eröffnet, am ehemaligen Lipo-Standort.